# Alcyonidium duplex
Alcyonidium duplex är en mossdjursart som beskrevs av Prouho 1892. Alcyonidium duplex ingår i släktet Alcyonidium och familjen Alcyonidiidae. Inga underarter finns listade i Catalogue of Life.